# Општина Кирнођени (Констанца)
Кирнођени (рум. Chirnogeni) општина је у Румунији у округу Констанца.
Oпштина се налази на надморској висини од 95 m.